# Helfried Schmidt

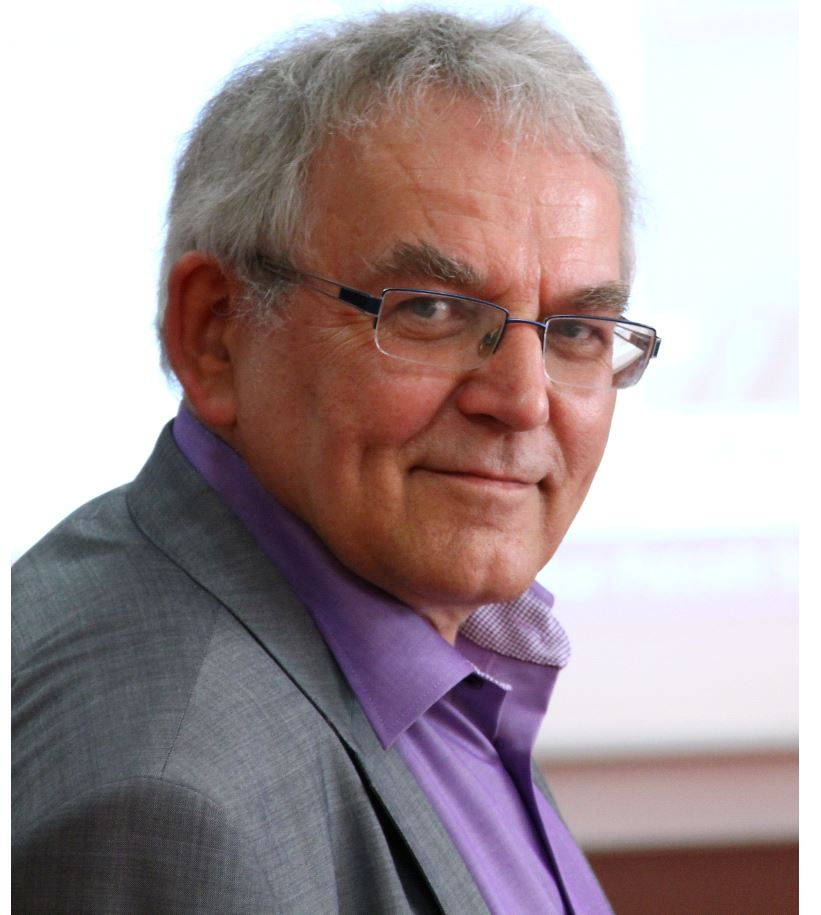
Helfried Schmidt

Helfried Schmidt (* 1957 in Dornreichenbach) ist ein deutscher Verleger. Er begründete den Wettbewerb Großer Preis des Mittelstandes, ist Stifter und Gründer der Oskar-Patzelt-Stiftung sowie Chefredakteur des PT-Magazin.

## Werdegang
Schmidt studierte in Leipzig Diplomlehrer für Mathematik und Physik, absolvierte ein Forschungsstudium am Institut für Psychologie der Leipziger Universität und promovierte 1984 zum Dr. rer. nat. Als Oberassistent war er in Lehre und Forschung im Bereich Mathematische Psychologie und Methodenlehre der Abteilung für Medizinische Psychologie tätig.

## Werk
1994 entwickelte er vorerst für die Region um Leipzig den Mittelstandswettbewerb „Großer Preis des Mittelstandes“ und errichtete 1998 die Oskar-Patzelt-Stiftung. Seit 2002 wird der Wettbewerb bundesweit ausgeschrieben. Seit 1996 leitet Petra Tröger die Aktivitäten rund um den Wettbewerb und die Stiftung mit Schmidt gemeinsam im Vorstand. Für die Leistungen, die beide mit diesem Wettbewerb für den deutschen Mittelstand auf die Beine gestellt haben, überreichte Ministerpräsident Wolfgang Böhmer im Herbst 2008  ihm die Verdienstmedaille des Verdienstordens der Bundesrepublik Deutschland.